# Wong Ting Ting
Pour les articles homonymes, voir Wong.
Wong Ting Ting (en chinois : 王婷莛), née le 11 septembre 2003 à Hong Kong, est une pongiste handisport hongkongaise concourant en classe 11 pour les athlètes ayant un handicap mental. Elle remporte une médaille de bronze en individuel aux Jeux de 2020.

## Carrière
Aux Jeux paralympiques d'été de 2020, elle emporte la médaille de bronze en classe 11 après avoir perdue en demi-finale 3 sets à 1 contre la future championne paralympique, la Russe Ielena Prokofieva. Deux ans auparavant, elle a remporté l'argent aux Jeux globaux.

## Palmarès

### Jeux paralympiques
- médaille de bronze en individuel classe 11 aux Jeux paralympiques d'été de 2020 à Tokyo

### Jeux globaux
- médaille d'or en individuel aux Jeux globaux de 2019 à Brisbane